# Pierre Chagnon (compositeur)
Pour les articles homonymes, voir Pierre Chagnon et Chagnon (homonymie).
Pierre Chagnon, né le 15 septembre 1893 à Saint-Maur-des-Fossés et mort le 9 mars 1957 à Paris 14e, est un compositeur, pianiste et chef d'orchestre français.

## Biographie
Né en 1893 à Saint-Maur-des-Fossés,, enfant prodige, Pierre Chagnon est l'organiste, dès l'âge de neuf ans, de l'église Saint-Nicolas de Saint-Maur-des-Fossés. 
Un des compositeurs les plus prolifiques et omniprésents de l'entre-deux-guerres, directeur musical, chef d'orchestre et pianiste, on lui doit de nombreuses chansons et des comédies musicales. Il dirige plus de mille orchestres pour Columbia Records et compose plus de deux cents chansons.
Ses chansons ont pour interprète, entre autres, Arletty, Fernandel, Tino Rossi, Georges Milton, Georgius, Mistinguett (On m'suit) et Marianne Oswald.

## Œuvres
Parmi ses titres les plus connus :
- C'est la barbe... et les ch'veux !, fox-trot, piano, 1923
- Chevauchée indienne, musique du film Pas sur la bouche, avec Maurice Yvain, 1932
- Blanc-Blanc, one-step chanté (Revue du Casino de Paris Paris qui remue), paroles de Fred Pearly, 1932
- Babaou, comédie musicale de Louis Boucot et Raphaël Adam, musique de Pierre Chagnon et Fred Pearly, 1932
- Bugatti, chanson du film Circulez !, 1932
- La Bosse des affaires, one-step chanté dans le film La Bosse des affaires, paroles de Louis Boucot, 1933
- Bien mieux tout seul, chanson du film Opéra 13, paroles de Charles-Louis Pothier, 1934